# Hans Dieter Bohnet

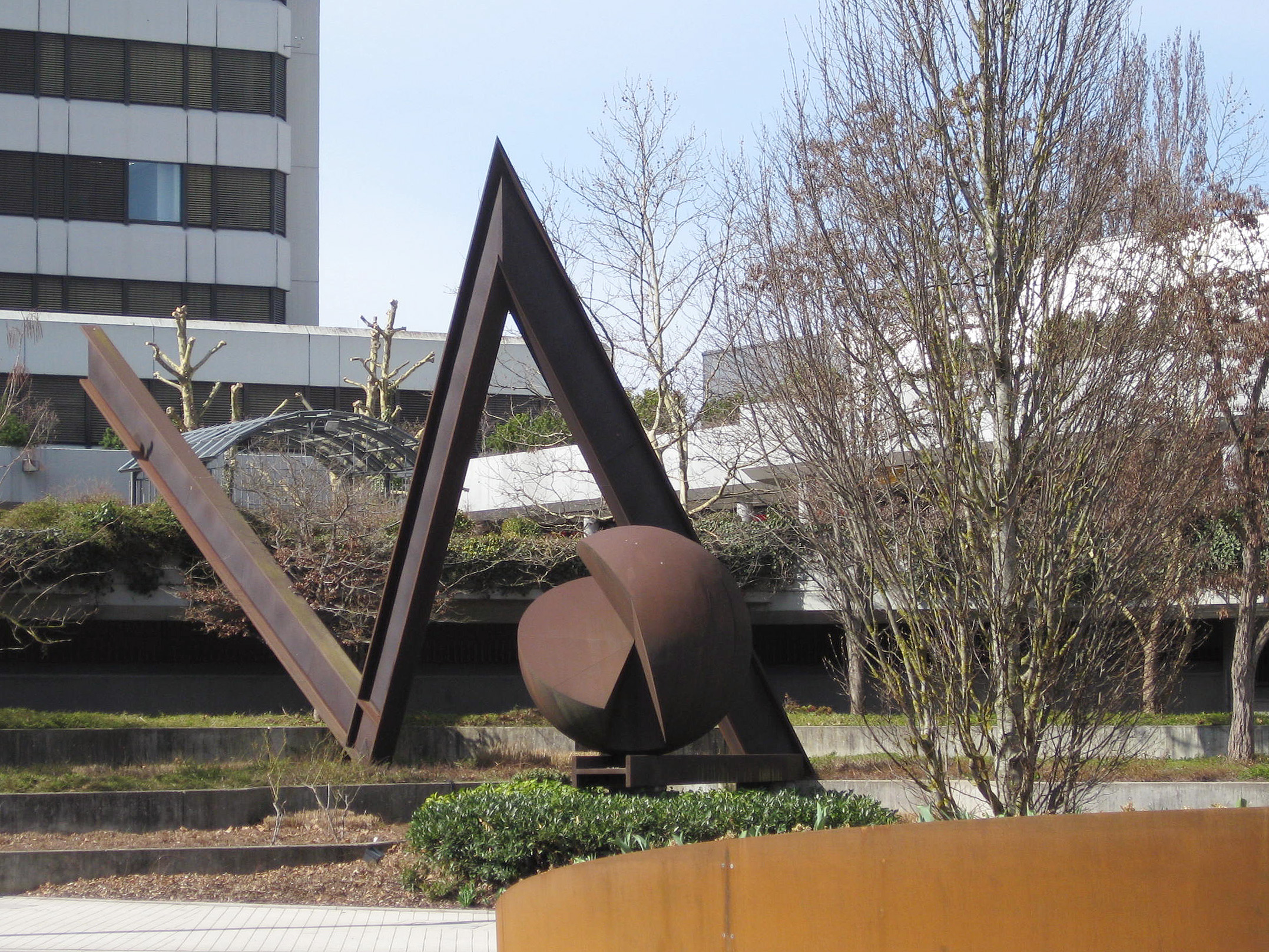
Großplastik (1985) in Böblingen

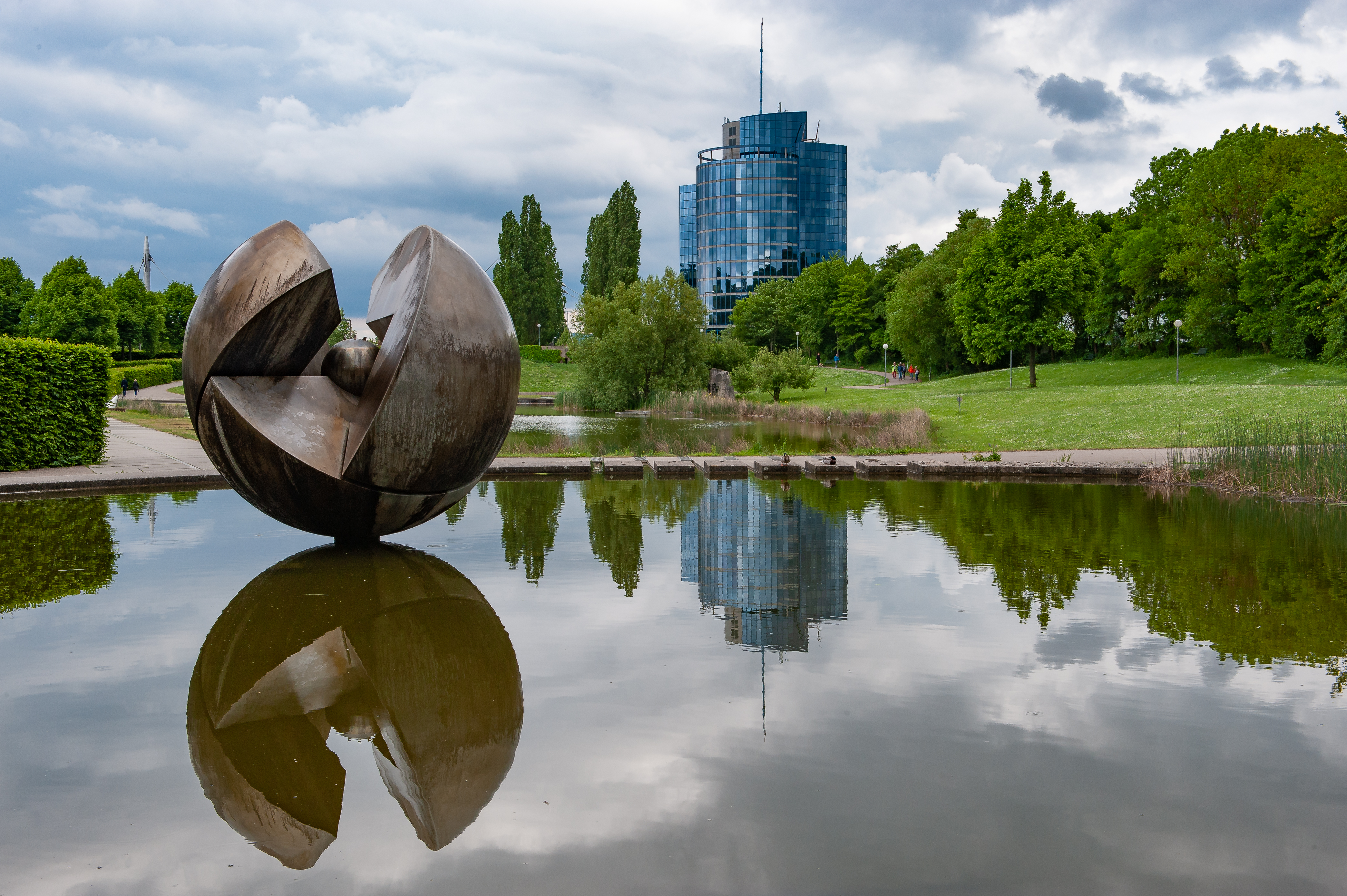
Kugelobjekt (1993) in Stuttgart

Hans Dieter Bohnet (Trossingen, 1 januari 1920 – Stuttgart, 2006) was een Duitse beeldhouwer.

## Leven en werk
Bohnet leefde sinds 1939 in Stuttgart. Na de Tweede Wereldoorlog studeerde hij van 1945 tot 1946 architectuur aan de Technische Hochschule Stuttgart en van 1968 tot 1950 beeldhouwkunst aan de Staatliche Akademie der Bildenden Künste Stuttgart. In 1950 studeerde hij af bij de beeldhouwer Otto Baum. Bohnet was vanaf 1950 voornamelijk in de deelstaat Baden-Württemberg werkzaam als vrij kunstenaar. In 1962 bezocht hij met een beurs Villa Massimo in Rome en van 1979 tot 1980 de 
Cité Internationale des Arts in Parijs.
Tot halverwege de zestiger jaren werkte Bohnet vooral figuratief. Daarna waren zijn sculpturen gebaseerd op de kogel-, kubus- en sinds de negentiger jaren de octaëdervorm. Het werk van Bohnet was in 2006 onder andere te zien bij de Stiftung für Konkrete Kunst Roland Phleps in Freiburg im Breisgau.

## Werken
- 1949 : Menschenpaar (terracotta reliëf), Höhenfreibad Killesberg in Stuttgart
- 1953/55 : altaar en doopvont van de Heilig-Geist-Kirche in Stuttgart-Degerloch
- 1954 : Brunnen: Mädchen mit Taube , Leonhardtstrasse in Stuttgart
- 1954 : bronzen vogel, Goldberg Gymnasium in Sindelfingen
- 1955/56 : Lyra (reliëf, Concertzaal Liederhalle in Stuttgart
- 1956 : Kubus (Kubische Intergration), Stadtgarten in Stuttgart
- 1959/60: Dreiklang, am Stöckach in Stuttgart
- 1961 : Jubiläumsbrunnen, Berlinerplatz in Stuttgart-West
- 1970/71 : Wandgestaltung, Stahl-Paneele und Emaille, U-Bahnstation Österreichischer Platz
- 1971/72 : Kugelobjekt (polyester), GENO-Haus in Stuttgart
- 1976 : Integration,Rheinufer in Bonn
- 1977 : Kugelobjekt, Berliner-Platz in Böblingen
- 1985 : Großplastik, Kreissparkasse in Böblingen
- 1987 : Brunnen Granitkugel, Horbachpark in Ettlingen[4]
- 1991 : Brunnen, Rathaus stadsdeel Bad Cannstatt in Stuttgart
- 1991 : Armer Konrad (reliëf), beeldenroute Skulpturen-Rundgang Schorndorf in Schorndorf
- 1993 : Kugelobjekt, Egelsee, Wartberg in Stuttgart
- 1993 : Kugelobjekt Mitte I
- 1993 : Unter den Stangen, Wartberg in Stuttgart
- 1993 : Im Keuper (marmer), Wartberg in Stuttgart

## Fotogalerij

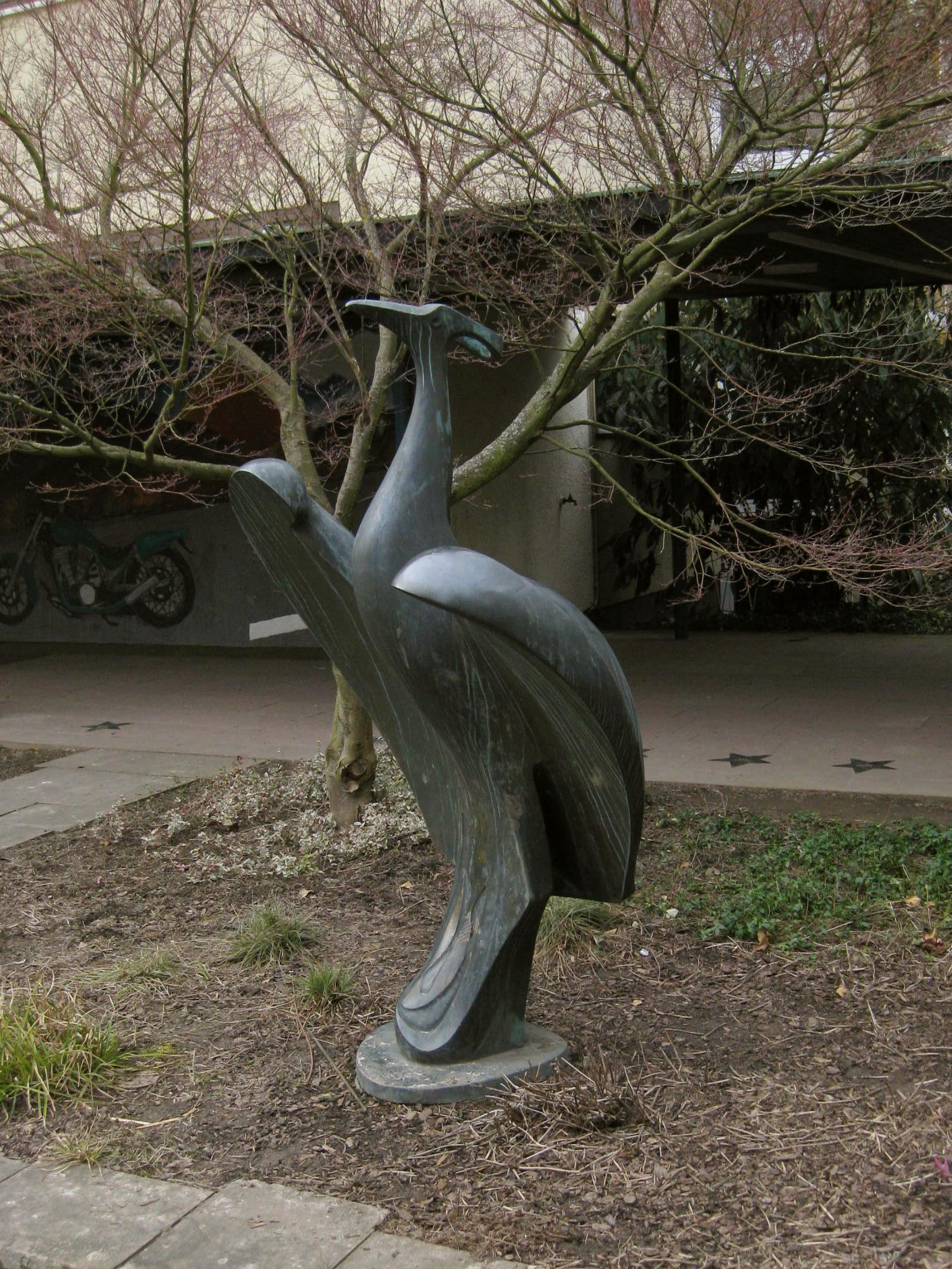
Bronzen vogel in Sindelfingen
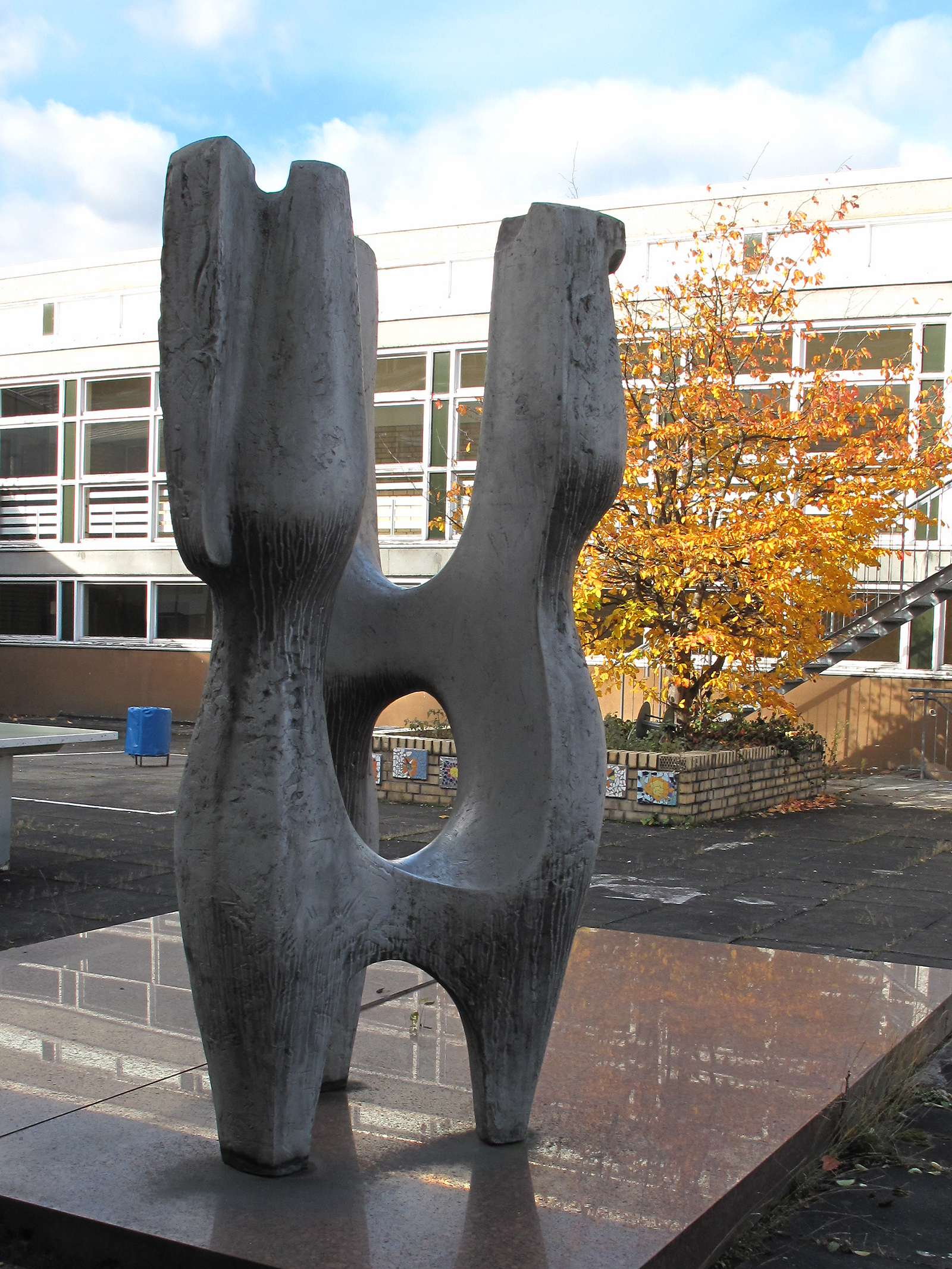
Dreiklang in Stuttgart
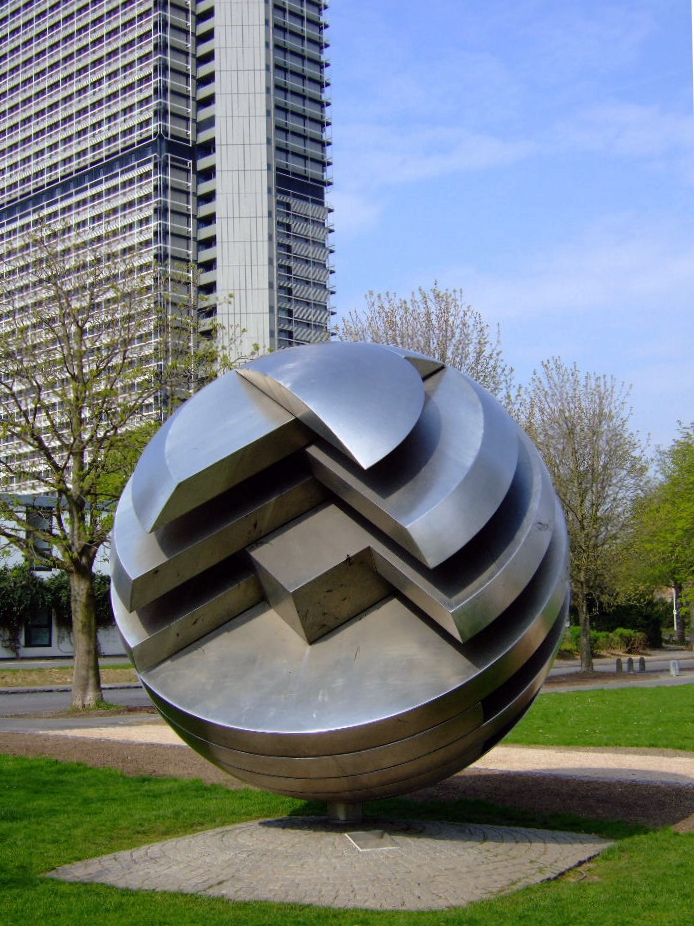
Integration, Rheinufer in Bonn
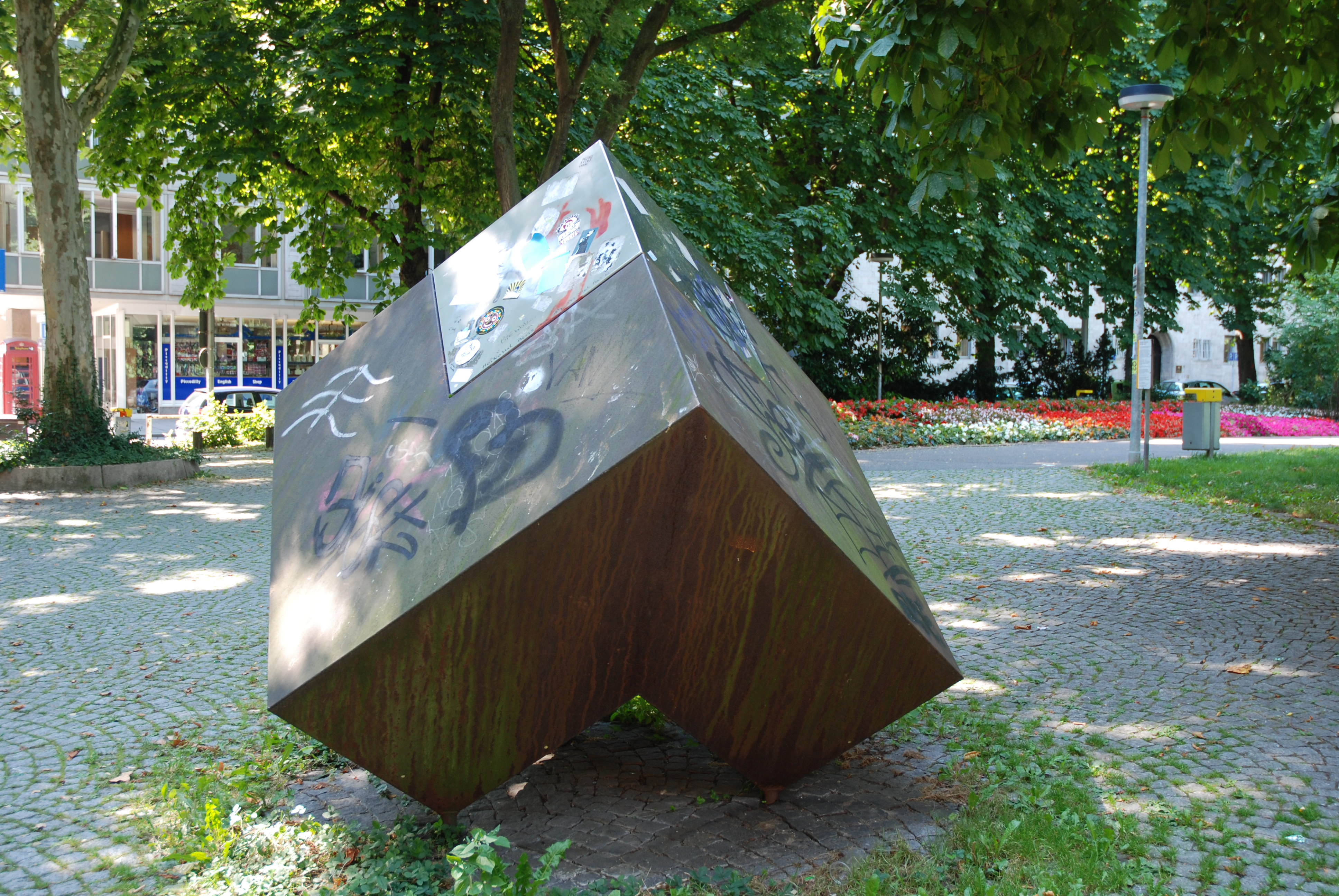
Kubus (Kubische Integration) in Stuttgart
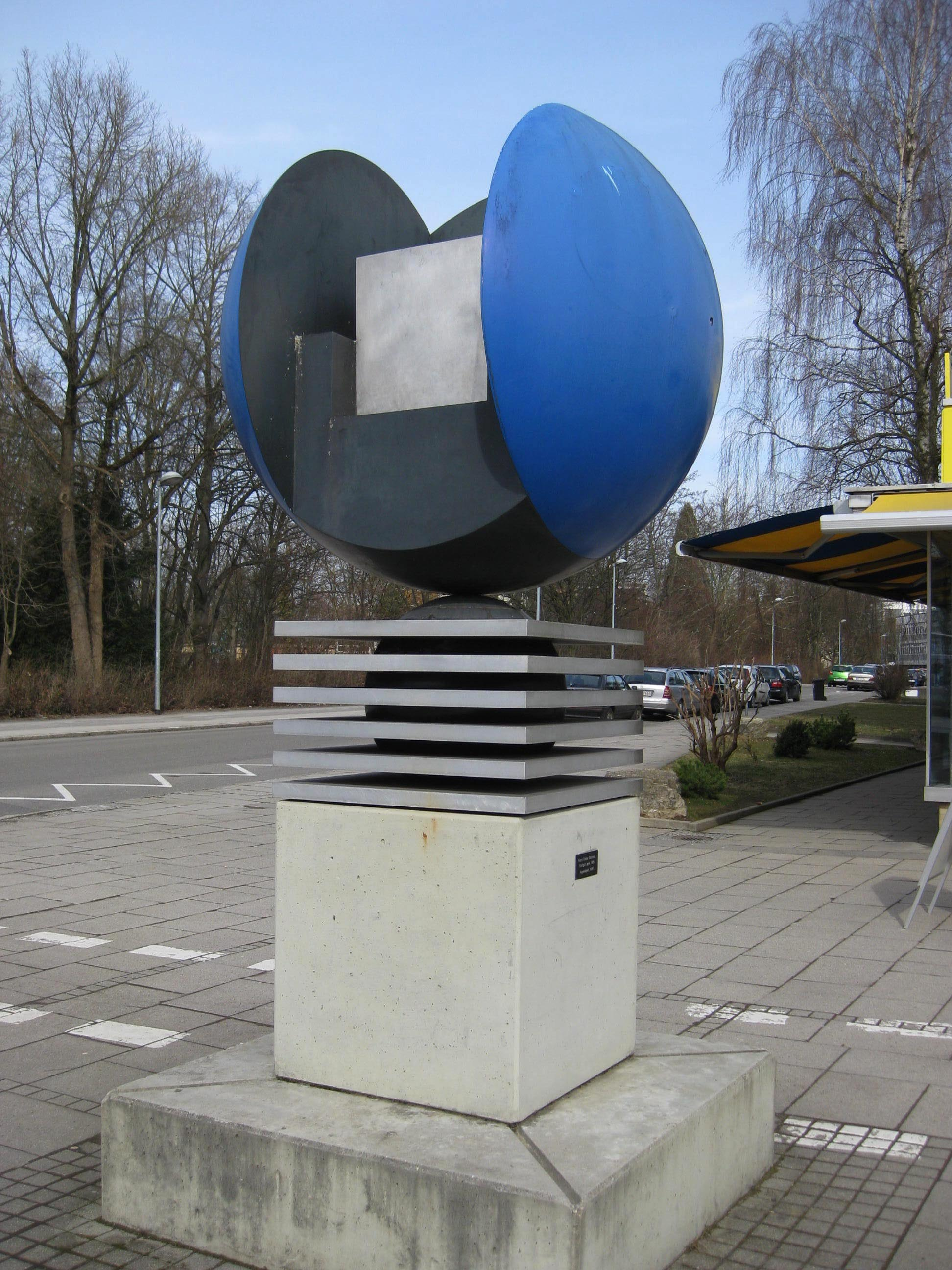
Kugelobjekt (1977) in Böblingen
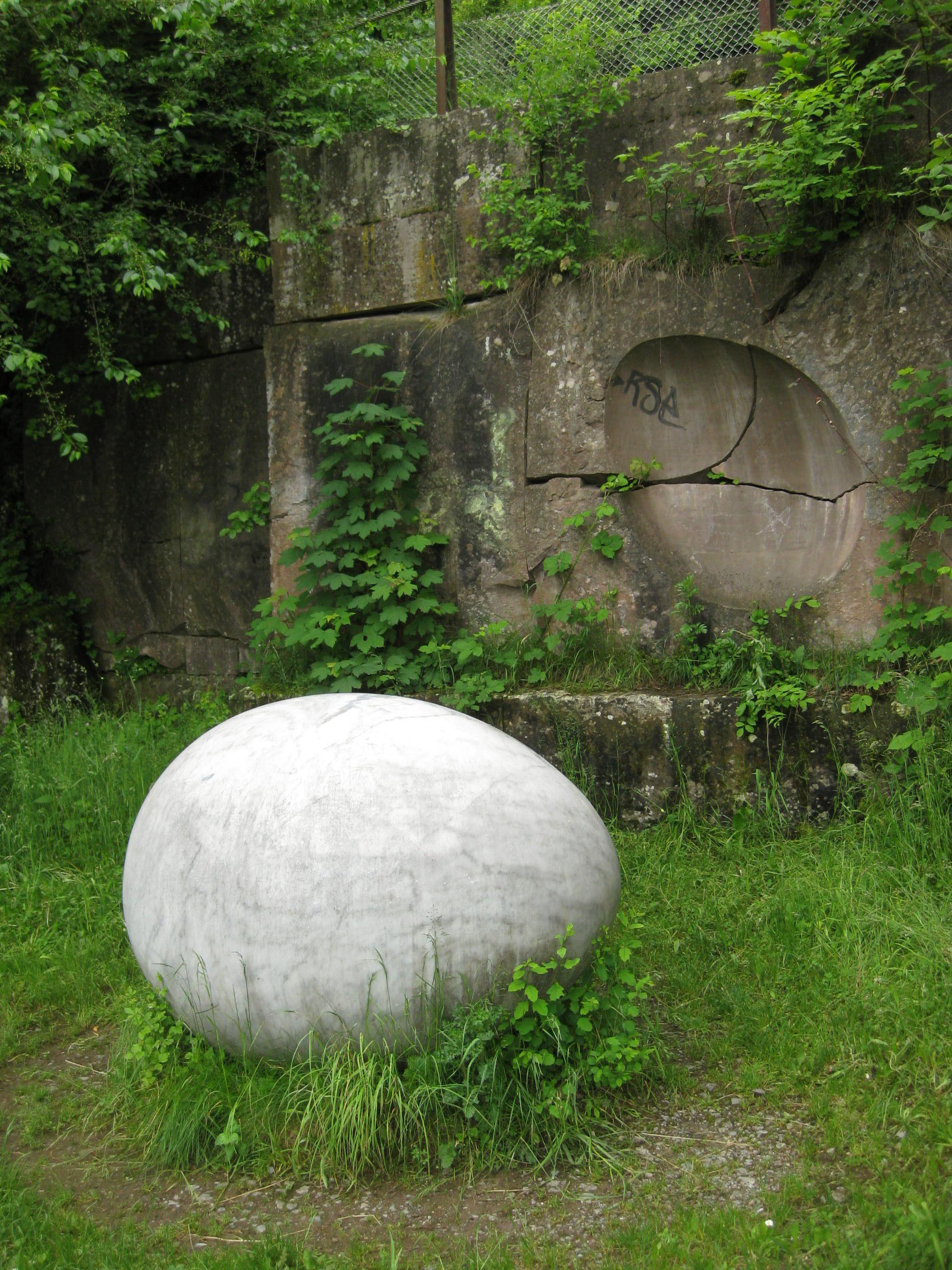
Im Keuper (1993) in Stuttgart
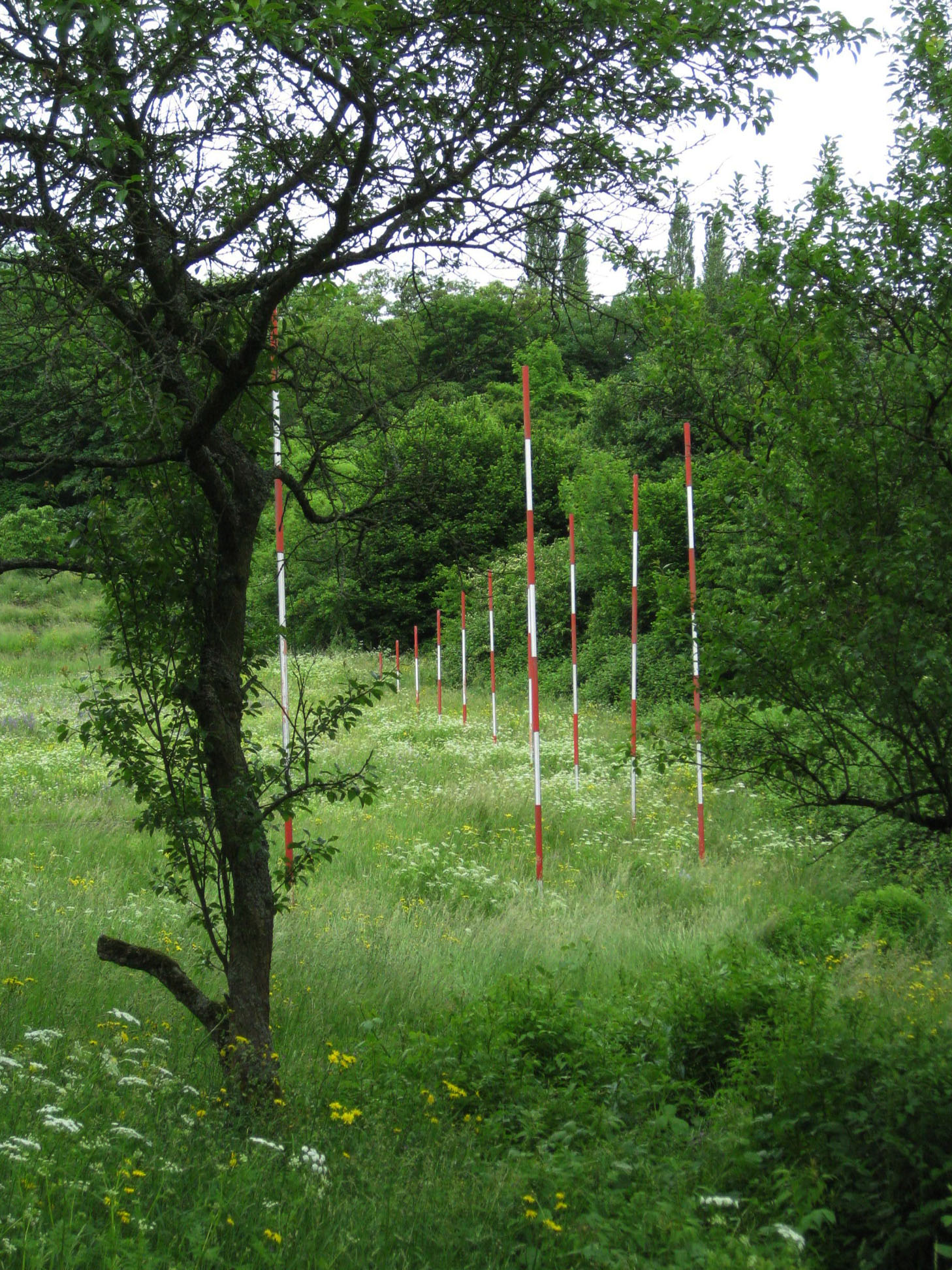
Unter den Stangen (1993) in Stuttgart
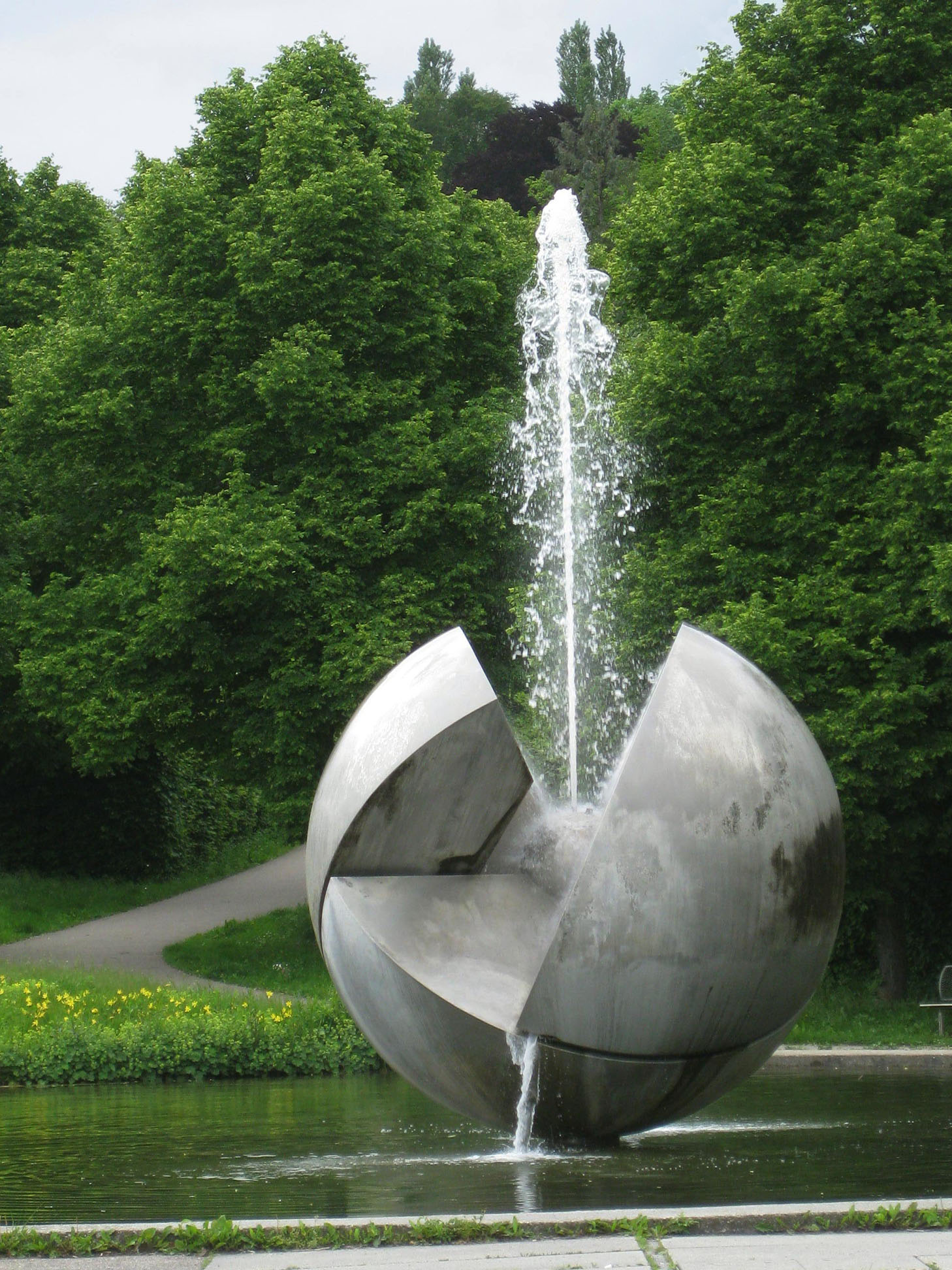
Kugelobjekt (1993) in Stuttgart
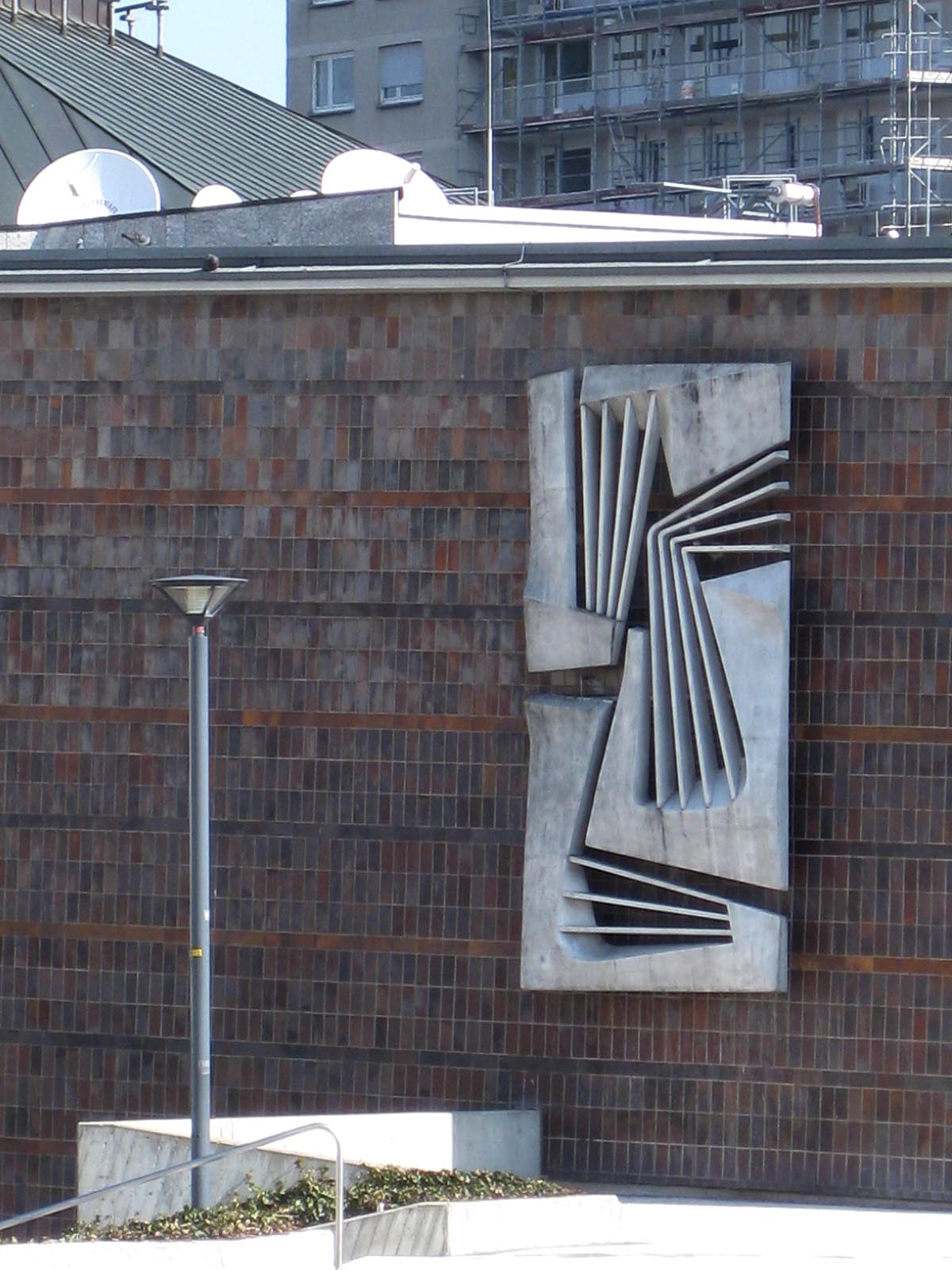
Lyra in Stuttgart